# Прва лига Србије у америчком фудбалу 2025.
Прва лига Србије у америчком фудбалу 2025., из спонзорских разлога позната и као Арена спорт Прва лига Србије, је двадесета сезона највишег ранга такмичења америчког фудбала у Србији. У лиги је наступило укупно четири клубова, што је најмањи број од када такмичење постоји. Титулу су бранили Вукови из Београда.
Сезона је почела 6. априла утакмицаом првог кола између Блу драгонса и Вајлд борса. Завршена је 14. јула финалном утакмицом између Вајдл борса из Крагујевца и Блу драгонса из Београда. Титулу су овојили Вајлд борси победом од 27: 12. То им је једанаеста титула, чиме су поново постали најтрофејнији клуб у Србији.

## Систем такмичења
Ове године у лиги се такмичи само четири екипа. Такмичење су напустили Пастуви из Пожаревца.
У лигашком делу такмичења, сваки тим игра против сваког двокружно, било као домаћи тим, или као гостујући тим. После одиграног лигашког дела такмичења, у полуфиналу, првопласирани тим, као домаћин, игра против четворопласираног тима на табели након одиграног лигашког дела такмичења, док другопласирани тим, као домаћин, игра против трећепласираног тима на табели након одиграног лигашког дела такмичења. Тимови које победе у полуфиналу играју финалну утакмицу, Сербијан боул.

## Резултати
| Датум           | Клуб                   | Клуб                   | Резултат |
| --------------- | ---------------------- | ---------------------- | -------- |
| 6. април 2025.  | Крагујевац вајлд борси | Београд блу драгонси   | 18:27    |
| 26. април 2025. | Београд вукови         | Крагујевац вајлд борси | 12:48    |
| 27. април 2025. | Кикинда мамутси        | Београд блу драгонси   | 15:42    |
| 4. мај 2025.    | Београд блу драгонси   | Београд вукови         | 35:21    |
| 24. мај 2025.   | Београд блу драгонси   | Крагујевац вајлд борси | 22:39    |
| 25. мај 2025.   | Кикинда мамутси        | Београд вукови         | 6:42     |
| 31. мај 2025.   | Београд вукови         | Кикинда мамутси        | 48:0     |
| 8. јун 2025.    | Крагујевац вајлд борси | Београд вукови         | 42:7     |
| 8. мај 2025.    | Београд блу драгонси   | Кикинда мамутси        | 41:0     |
| 18. јун 2025.   | Крагујевац вајлд борси | Кикинда мамутси        | 42:0     |
| 21. јун 2025.   | Београд вукови         | Београд блу драгонси   | 26:63    |
| 22. јун 2025.   | Кикинда мамутси        | Крагујевац вајлд борси | 20:50    |

### Табела
| #  | Клуб                   | ИГ | П | ИЗ | ПД  | ПП | ПР  |
| -- | ---------------------- | -- | - | -- | --- | -- | --- |
| 1. | Београд блу драгонси   | 3  | 3 | 0  | 104 | 54 | +50 |
| 2. | Крагујевац вајлд борси | 2  | 1 | 1  | 66  | 39 | +27 |
| 3. | Кикинда мамутси        | 1  | 0 | 1  | 15  | 42 | -27 |
| 4. | Београд вукови         | 2  | 0 | 2  | 33  | 83 | -50 |

## Плеј-оф

### Полуфинале
| Датум         | Клуб                   | Клуб            | Резултат |
| ------------- | ---------------------- | --------------- | -------- |
| 29. јун 2025. | Крагујевац вајлд борси | Кикинда мамутси | 55:0     |
| 29. јун 2025. | Београд блу драгонси   | Београд вукови  | 63:26    |

### Финале
| Датум         | Клуб                   | Клуб                 | Резултат |
| ------------- | ---------------------- | -------------------- | -------- |
| 13. јул 2025. | Крагујевац вајлд борси | Београд блу драгонси | 27:12    |

| Првак Прве лиге Србије 2025.      |
| --------------------------------- |
| Крагујевац вајлд борси 11. титула |